# 오티주

오티주

오티주(영어: Oti Region)는 가나의 16개의 주 중 하나다. 2018년 12월 볼타주에서 분리하기 위한 국민투표가 행해진 후 만들어졌다. 주도는 담바이다.